# Musée préfectoral des dinosaures de Fukui
Le musée préfectoral des dinosaures de Fukui est un musée consacré aux dinosaures, situé dans la ville de Katsuyama, préfecture de Fukui au Japon. Ouvert le 14 juillet 2000, c'est un des nombreux musées au Japon financés par une préfecture.
C'est le plus important musée du Japon consacré aux dinosaures, il rivalise avec le Musée royal Tyrrell de paléontologie au Canada et le musée des dinosaures de Zigong en Chine. Le 23 novembre 2000, le musée a signé un accord avec le Royal Tyrrell Museum, et contient quelques expositions du musée canadien. Sa fréquentation croissante a atteint 930 000 visiteurs en 2018

## Historique
Le gisement de Kitadani, d'où proviennent les dinosaures du musée a été le cinquième site de découverte de dinosaures au Japon en 1988. L’exploitation du gisement s’est principalement développée à partir de 1989. La formation de Kitadani appartient au Tetori groupe du Crétacé inférieur entre environ 127 et 115 Ma (millions d’années).
Les dinosaures découverts à Fukui, dans la formation géologique de Kitadani sont présentés dans une aile spéciale de la grande salle d’exposition :
- Fukuiraptor kitadaniensis (2000) : Classé parmi la super-famille des Allosauroidea et la famille des Neovenatoridae ;
- Fukuisaurus tetoriensis (2003) : un Iguanodontidae ;
- Fukuititan nipponensis (2007) : découvert durant la troisième campagne de fouilles, sa description a été publiée en 2010. C’est le premier sauropode japonais à avoir été nommé ;
- Koshisaurus katsuyama (2008) : un Iguanodontidae ;
- Fukuivenator paradoxus (2007) : un Maniraptoriformes dont le squelette est complet à 70 %. Ses dents trahissent un régime omnivore.

## Bâtiment et architecture
Le musée a été conçu par Kisho Kurokawa, en tant que pièce maîtresse de la Dino Expo Fukui 2000 qui a eu lieu dans le parc Nagaoyama. Construit en béton armé il possède 3 étages au-dessus du sol et 1 en sous-sol.
Inauguré officiellement le 14 juillet 2000, d'une superficie d'environ 30 000 m2, le musée s'étend sur 4 étages avec 4 500 m2 d'exposition ce qui en fait l'un des plus grands musées paléontologiques du Japon.
La salle d'exposition a été construite comme un dôme sans pilier, permettant de grands espaces ouverts pour exposer les grands dinosaures. Les dimensions de celle-ci sont d'environ 37 m de hauteur, 84 m de diamètre principal, 55 m de diamètre mineur, la longueur de l'escalier roulant est d'environ 33 m.
Le coût total de la construction est d'environ 14 milliards de JPY (9,15 milliards pour le bâtiment, 3,1 milliards pour les expositions).

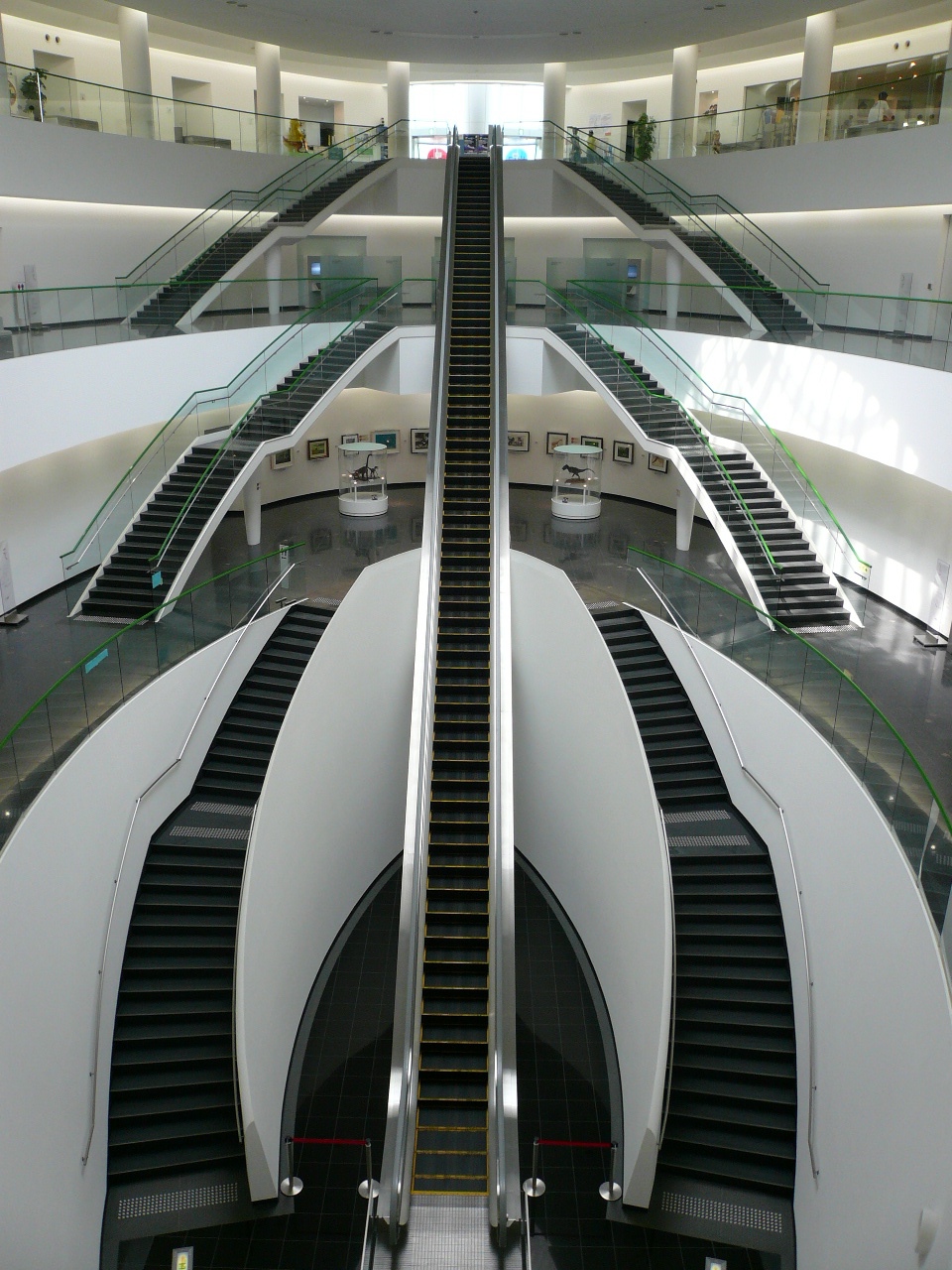
Escalator principal
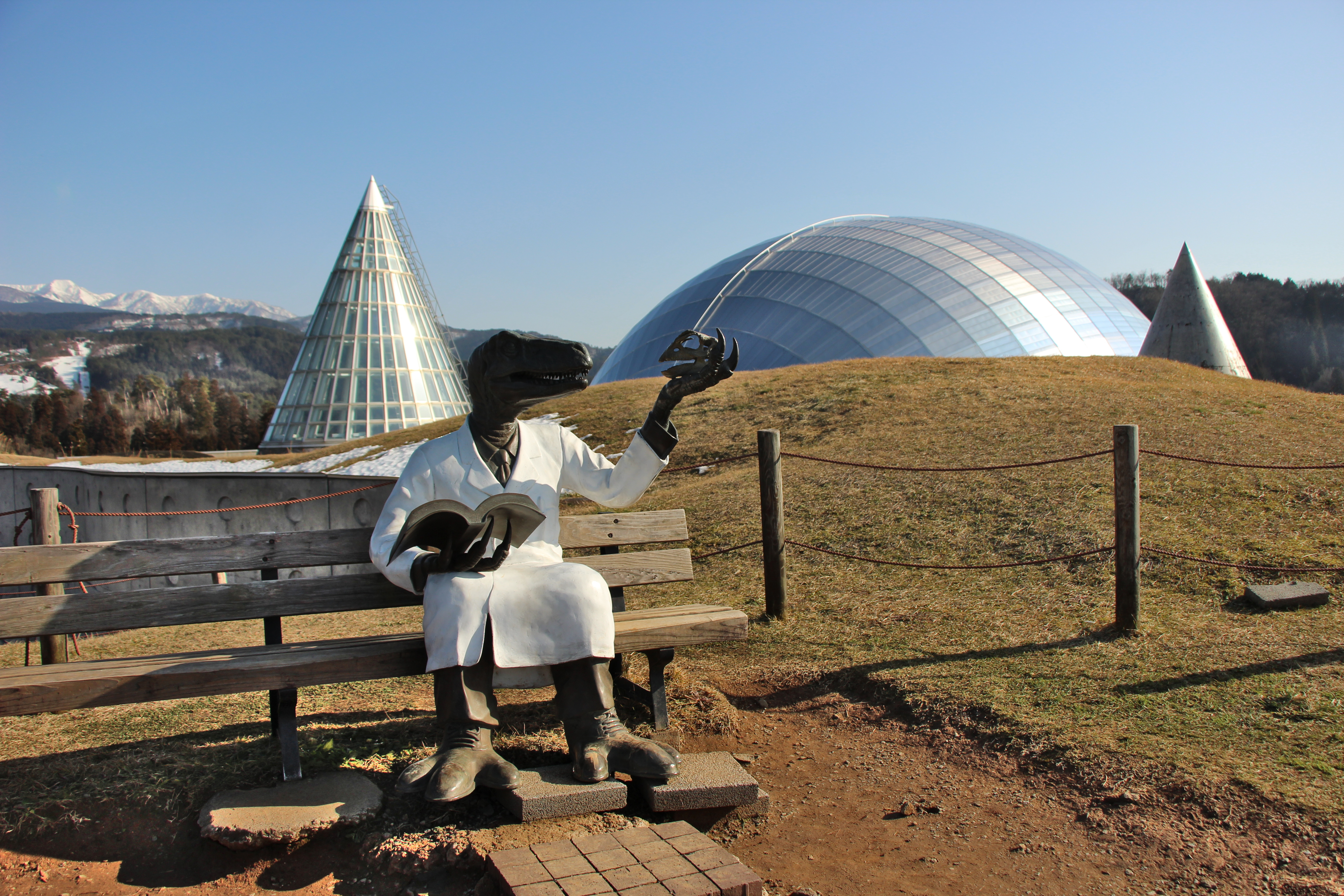
Vue extérieure du musée
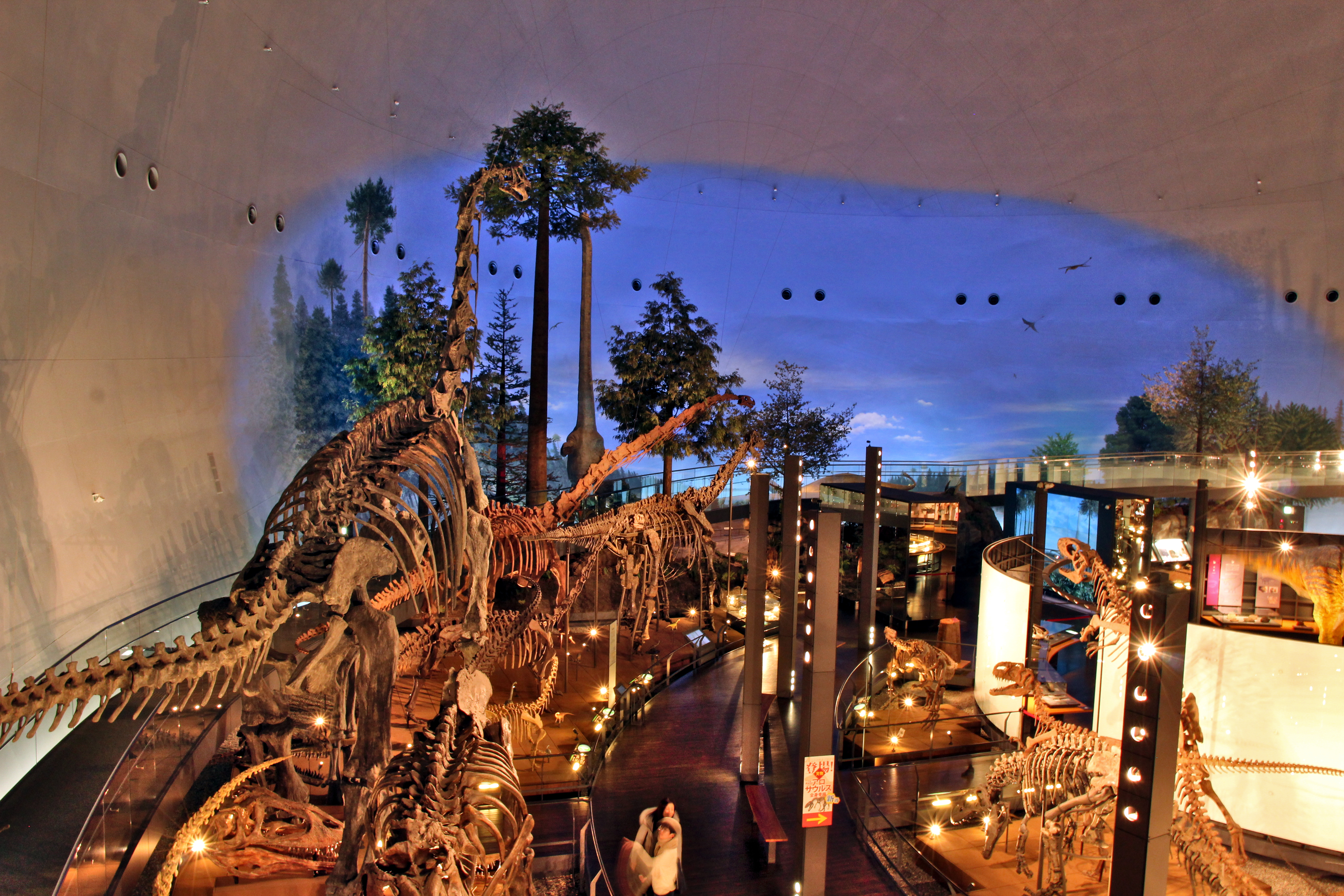
Vue générale de la grande salle

## Exposition

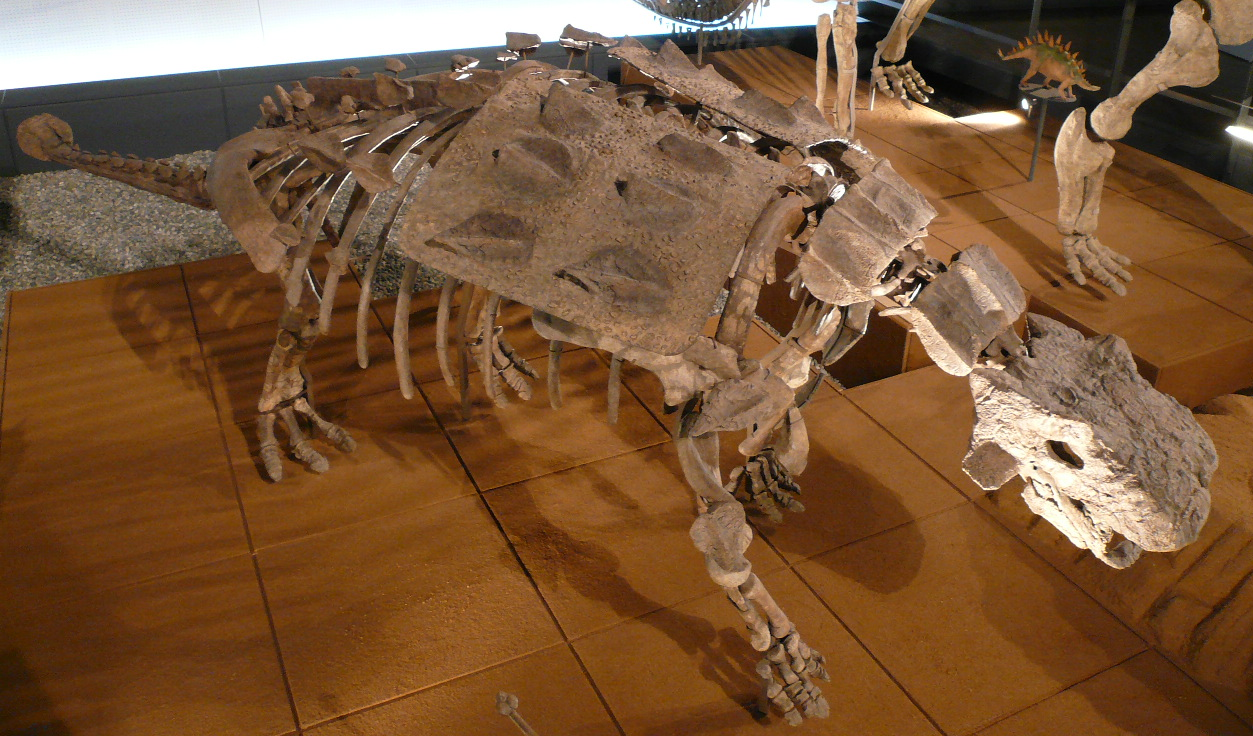
Fossile d'Ankylosaurus

Lorsque les visiteurs entrent dans le musée, ils prennent d'abord un long escalier mécanique jusqu'au sous-sol. Ils traversent alors un couloir où sont exposés des fossiles de certaines des plus anciennes formes de vie connues sur Terre. Au bout de celui-ci ils découvrent une réplique d'un site réel de fouille du Wyoming, aux États-Unis. Le Camarasaurus qui en a été extrait est présenté dans l'exposition principale.
Les visiteurs accèdent ensuite à la salle d'exposition principale, intitulée « Le monde des dinosaures » qui expose 44 squelettes de dinosaures montés dont 10 sont des originaux. Autour d'un îlot central occupé par une reproduction de Tyrannosaure, différents aspects de la biologie des dinosaures sont présentés. Au-delà, un diorama grandeur nature sur environ 200 m2 évoque les paysages du Jurassique de la région de Zigong en Chine. De part et d'autre de l'îlot central on trouve les squelettes montés organisés par groupe : d'un côté les Saurischiens et de l'autre, les Ornithischiens. Parmi les squelettes originaux on peut citer : Edmontosaurus annectens, Euplocephalus tutus, Camptosaurus sp., Camarasaurus sp. découvert dans le Wyoming en 2007, Carcharodontosaurus Saharicus.
Plus loin on peut découvrir les dinosaures mis au jour dans la région ainsi que les principales découvertes faites au Japon et en Asie.
Le deuxième étage abrite des expositions axées sur les sciences de la terre, notamment sur la tectonique des plaques, les formations rocheuses et les gemmes précieuses.
Le troisième étage se concentre sur l'histoire de la vie, montrant une ligne du temps depuis la formation de la Terre jusqu'aux temps modernes. En plus des dinosaures, cette exposition montre certains des premiers organismes unicellulaires et leur évolution vers les mammifères d'aujourd'hui.
Le musée abrite également un « Dino Lab », où sont exposés de vrais fossiles que les visiteurs peuvent toucher. Il y a aussi une salle de nettoyage des fossiles où les visiteurs peuvent voir les fossiles en train d'être nettoyés et préservés.
Il y a aussi des expositions en plein air pour compléter les expositions principales à l'intérieur du musée. Du printemps à l'automne, les visiteurs peuvent faire l'expérience d'activités d'excavation à un endroit situé sur les terrains du parc. D'autres répliques de dinosaures et de leurs fossiles se trouvent dans tout le parc.
Une visite virtuelle de l'exposition est proposée sur Google street view 